# إليز فريدمان
إليز فريدمان (بالإنجليزية: Elyse Friedman)‏ (1963، تورونتو في كندا)؛ كاتبة سيناريو وروائية كندية.